# مسرشمیت ب‌اف ۱۶۲
مسرشمیت ب‌اف ۱۶۲ (به آلمانی: Messerschmitt Bf 162) یک هواگرد تک‌باله دو موتوره برای نقش بمب‌افکن سبک ساخت شرکت مسرشمیت در آلمان بود که نخستین بار سال ۱۹۳۷ به پرواز درآمد اما از مرحله پیش‌نمونه فرا تر نرفت.

## طراحی و توسعه
طراحی هواگرد ب‌اف ۱۶۲ برگرفته از هواگرد پیشین و موفق ب‌اف ۱۱۰ بود. کار بر روی آن همزمان با مسرشمیت ب‌اف ۱۶۱ صورت گرفت و ساخت این دو هواگرد جز در شکل دماغه تفاوت دیگری نداشت. قرار بود ب‌اف ۱۶۲ یک بمب‌افکن سبک پرسرعت و هواگرد تهاجمی باشد. نیرومحرکه آن با دو موتور دایملر-بنتس دی ۶۰۱آ با توان ۹۸۶ اسب بخار تأمین می‌شد. پیش‌نمونه نخستین بار سال ۱۹۳۷ به پرواز درآمد. تا سال بعد دو پیش‌نمونه دیگر هم برای آزمایش تولید شد. به هر حال کار بر روی ب‌اف ۱۶۲، همانند ب‌اف ۱۶۱، متوقف شد چرا که وزارت هوانوردی رایش ترجیح داد یونکرس یو ۸۸ را برگزیند و فشار تولید را بر شرکت مسرشمیت که پیش درگیر تولید ب‌اف ۱۰۹ و ب‌اف ۱۱۰ بود، افزایش ندهد.

## مشخصات فنی
مشخصات عمومی
- خدمه: ۳ نفر
- طول: ۱۲٫۷۵ متر
- طول بال: ۱۷٫۱۶ متر
- وزن خالی: ۴٬۴۰۰ کیلوگرم
- نیرومحرکه: ۲ × موتور وی معکوس ۱۲ سیلندر دایملر-بنتس دی ۶۰۱آ خنک‌شونده با آب: ۹۸۶ اسب بخار

عملکرد
- حداکثر سرعت: ۴۸۰ کیلومتر بر ساعت
- برد: ۷۸۰ کیلومتر

تسلیحات (پیشنهادی)
- ۲ × مسلسل ام‌گه ۱۵
- ۱۰ × بمب ۵۰ کیلوگرمی
- ۲ × بمب ۲۵۰ کیلوگرمی